# Manuel de Jesús Troncoso
Manuel de Jesús Troncoso de la Concha (* 3. April 1878 in Santo Domingo; † 30. Mai 1955 ebenda) war ein dominikanischer Schriftsteller, Politiker und Präsident der Dominikanischen Republik.

## Biografie

### Aufstieg zum Präsidenten 1940 bis 1942
Troncoso besuchte zunächst die Escuela Preparatoria sowie das Seminario Conciliar Santo Tomás de Aquino, das er am 25. November 1895 mit einem Bachelor in Philosophie und Literatur abschloss. Anschließend absolvierte er ein Studium der Rechtswissenschaften, nach dessen Abschluss (Licenciado) er ab dem Tage seines 21. Geburtstags, am 3. April 1899, als Rechtsanwalt tätig war. Zugleich war er zwischen 1899 und 1911 Chefredakteur und Herausgeber der Zeitung Listín Diario. Anschließend war er einige Zeit Untersuchungsrichter am Distriktgericht von Santo Domingo. 1914 wurde er zum Professor an den Lehrstuhl für Philosophie der Universität Santo Domingo berufen, die ihm zuvor einen Ehrendoktortitel verliehen hatte. 1915 war er Gründer der Rechtsanwaltskanzlei Troncoso, in die neben ihm später auch seine drei Söhne und sein Schwiegersohn eintraten. Danach war er zudem viele Jahre Professor für Zivilrecht an der dortigen rechtswissenschaftlichen Fakultät. Zeitweise war er auch Rektor der Universität Santo Domingo.
Darüber hinaus begann Troncoso 1911 seine politische Tätigkeit, in deren Verlauf er unter anderem Minister für Justiz und öffentlichen Unterricht (Secretario de Justicia e Instrucción Pública), Innen- und Polizeiminister (Secretario de Interior y Policia), Bau- und Kommunikationsminister (Secretario de Fomento y Comunicación) sowie Kriegs- und Marineminister (Secretario de Guerra y Marina) war.
Nach dem Amtsantritt von Rafael Leónidas Trujillo Molina am 18. August 1930 übernahm er in dessen Regierungen zunächst mehrere Ministerämter, ehe er am 28. Juni 1938 Vizepräsident wurde und damit Vertreter von Präsident Jacinto Bienvenido Peynado. Als dieser am 7. März 1940 verstarb, wurde Troncoso fünf Tage später als dessen Nachfolger Präsident der Dominikanischen Republik. Während seiner Präsidentschaft kam es zum Abschluss des Trujillo-Hull-Vertrages, in dem die 1924 mit den USA getroffene Konvention zur Verwaltung der Zolleinnahmen modifiziert wurde. Dieses Amt behielt er zwei Jahre, ehe der Diktator Trujillo im Mai 1942 schließlich selbst wieder die Präsidentschaft übernahm. Troncoso wurde 1943 zum Präsidenten des Senats (Senado) gewählt und behielt dieses Amt bis ein Jahr vor seinem Tode.

### Schriftstellerische Tätigkeit und Familie
Neben seiner politischen Laufbahn zählte er neben Cesar Nicolás Pensión zu den Vertretern des Traditionalismus in der dominikanischen Literatur. Seine Erzählungen sind nicht durch Leichtigkeit und stilistische Gewandtheit gekennzeichnet. Hauptthemen seiner Erzählungen waren neben familiären Themen insbesondere historische Geschehnisse und Anekdoten des dominikanischen Lebens. Seine schriftstellerischen Werke zeugten von reichhaltiger kultureller Kenntnis. 
Seine unter dem Pseudonym „Juan Buscón“ in der Tageszeitung La Nación erschienene Sammlung historischer Anekdoten ("Anecdotario dominicano de tiempos pasados") war bemerkenswert wegen ihres Reichtums an Verweisen auf das Leben wichtiger Persönlichkeiten und Charaktere des 19. Jahrhunderts und somit auf die Geschichte der Dominikanischen Republik. Sein 1946 erschienenes Buch Narraciones Dominicanas war eine Sammlung seiner wichtigsten Erzählungen wie El misterio de Don Marcelino und La Virgen de las Mercedes y los dominicanos de tiempo pasados, die zwischen 1943 und 1944 in La Nación erschienen.
Weitere Werke waren:
- Elementos de Derecho Administrativo Dominicano
- Narraciones Dominicanas
- La ocupación de Santo Domingo por Haití
- El Brigadier Juan Sánchez Ramírez
- La Génesis de al Convención Dominico-Americana

1944 war er Mitbegründer und bis zu seinem Tod Präsident des Direktoriums der Dominikanischen Akademie für Geschichte (Academia Dominicana de la Historia).
Seine Tochter war Ehefrau des Sohnes des früheren Präsidenten Ramón Cáceres, Marino E. Cáceres, der in seiner Regierung sowie später erneut unter Trujillo Landwirtschaftsminister war. Sein Sohn Jesús Maria Troncoso war während seiner Präsidentschaft Botschafter in den USA und danach zwischen 1943 und 1946 Schatzminister (Secretario de la Tesorería) unter dem Diktator Rafael Leónidas Trujillo Molina. Sein Sohn Pedro Troncoso Sanchez war während dessen Präsidentschaft Botschafter in Argentinien sowie später Erziehungsminister und Präsident des Obersten Gerichts, während sein Sohn Wenceslao Troncoso ebenfalls mehrfach Botschafter sowie von 1950 bis 1952 Präsident der Zentralbank war.